# Coney Gets the Glad Eye
Coney Gets the Glad Eye è un cortometraggio muto del 1913 scritto, diretto e interpretato da George Mozart.

## Produzione
Il film fu prodotto dalla Hepworth.

## Distribuzione
Distribuito dalla Kinematograph Trading Company, il film - un cortometraggio di 366 metri - uscì nelle sale cinematografiche britanniche nel dicembre 1913.
Fu distrutto nel 1924 dallo stesso produttore, Cecil M. Hepworth. Fallito, in gravissime difficoltà finanziarie, Hepworth pensò in questo modo di poter almeno recuperare il nitrato d'argento della pellicola.